# Юрика (округ)
Юрика (англ. Eureka County) — округ, расположенный в штате Невада (англ. Nevada) с населением в 1651 человек по данным переписи 2000 года. Административный центр — город Юрика (англ. Eureka). Округ Юрика входит в статистическую область Элко.

## История
Округ Юрика образован в 1873 году из восточной части округа Ландер вскоре после того, как в 160 километрах к востоку от Остина были обнаружены крупные месторождения серебра. Жители и работники горнодобывающей промышленности регулярно жаловались на большую удалённость Остина от места их работы, поэтому был создан новый округ, получивший своё название от греческого слова Eureka, дословно означающего «Я нашёл его». Столицей округа с самого начала и по настоящее время является небольшой город Юрика.

## География
По данным Бюро переписи населения США округ Юрика имеет общую площадь в 4180 квадратных миль (10 826 квадратных километров), из которых 10 816 км² занимает земля и 10 км² — вода (0,10 % от общей площади).

### Национальные парки
- Национальный заповедник Гумбольдт-Тойабе (часть)

### Соседние округа
- Элко — север, северо-восток
- Уайт-Пайн — восток
- Най — юг
- Ландер — запад

## Демография
По данным переписи населения 2000 года в округе Юрика проживало 1651 человек, 440 семей, насчитывалось 666 домашних хозяйств и 1025 единиц сданного жилья. Средняя плотность населения составляла 0,15 человек на один квадратный километр.
33,00 % от всего числа зарегистрированных семей имели детей в возрасте до 18 лет, проживающих вместе с родителями, 56,50 % представляли собой супружеские пары, живущие вместе, в 5,00 % семей женщины проживали без мужей, а 33,90 % семей не являлись семьями как таковыми. 29,10 % всех зарегистрированных домашних хозяйств представляли одиночки, при этом 9,90 % составили одиночки старше 65 лет. Средний размер домашнего хозяйства составил 2,47 человека, средний размер семьи — 3,08 человека.
Население округа по возрастному диапазону по данным переписи 2000 года распределилось следующим образом: 27,80 % — жители младше 18 лет, 5,20 % — между 18 и 24 годами, 28,60 % — от 25 до 44 лет, 25,90 % — от 45 до 64 лет, 12,40 % — старше 65 лет. Средний возраст жителей округа при этом составил 38 лет. На каждые 100 женщин приходилось 106,60 мужчин, при этом на каждых сто женщин 18 лет и старше также приходилось 113,20 мужчин старше 18 лет.
Средний доход на одно домашнее хозяйство в округе составил 41 417 долларов США, а средней доход на одну семью в округе — 49 438 долларов США. При этом мужчины имели средний доход 45 167 долларов США в год против 25 000 долларов США среднегодового дохода у женщин. Доход на душу населения в округе составил 18 629 долларов США в год. 12,60 % от всего числа семей в округе и 8,90 % от всей численности населения находилось на момент переписи населения за чертой бедности, при этом 11,70 % из них были моложе 18 лет и 16,40 % — в возрасте 65 лет и старше.

## Города и посёлки
- Юрика
- Эмигрант-Пасс
- Крескент-Вэли
- Биовэйв
- Пэлисэйд